# Convivium
Convivium (lateinischer Plural convivia, im Deutschen auch Convivien, Tischgesellschaft, Gastmahl) bezeichnete im Römischen Reich ein Bankett der römischen Aristokratie. Convivia zeichneten sich durch überbordende Verschwendung und Prasserei sowie einen höchsten Aufwand an lukullischen Spezialitäten aus und gingen mit demonstrativer Vernichtung wertvoller Güter sowie sexuellen Ausschweifungen einher.
Diese Gastmähler boten neben überschäumender Lebensfreude eine Gelegenheit der Ordnung des gesellschaftlichen Lebens. Hier bildete sich einerseits die öffentliche Meinung, andererseits die Strukturen der sozialen Hierarchie, wie sie etwa durch die Sitzordnung vorgeprägt wurden.
Auch das Mittelalter kannte weltliche (convivia saecularia, bzw. convivia laicorum), sowie geistliche (convivia in refectorio) bzw. Convivien unter Beteiligung sowohl von Geistlichen und Laien. Die Oberschicht veranstaltete Convivien als Bestandteil des Hofzeremoniells, die Krönungen und Bündnisse besiegelten, Freundschaften festigten, besiegeln oder einen Vertrag feierlich abschlossen. Sowohl weltliche wie geistliche Convivien unterlagen bald der Kritik der Maßlosigkeit, wurden der Verschwörung bezichtigt und waren Verboten ausgesetzt, wie es etwa das Schicksal der Kalande vor Augen führt.
Im 18. Jahrhundert wurde in der Studentensprache ein Kneipabend auf einer Studentenbude als Convivium bezeichnet.
Eine sprachliche und bedeutungsmäßige Abschleifung erfuhr der Begriff als Konfiefchen. Damit wird in Plattdeutsch ein persönliches Treffen von zwei oder – in begrenzten Umfang – mehreren Personen bezeichnet, die in einem Gespräch vertrauliche Informationen austauschen. Das „Miteinanderreden“ auf einem Konfiefchen wird auch als klönen oder köddern bezeichnet.
Der internationale Verein Slow Food hat den Begriff Convivium für seine lokalen Gruppen gewählt. Diese Gruppen vor Ort sind das Herz des Vereins. Dort setzen die Mitglieder die Philosophie von Slow Food in die Tat um. Sie treffen sich regelmäßig, leben Geselligkeit, bauen Kontakte zwischen Erzeugern, Köchen, Händlern und  Verbrauchern auf und fördern durch Veranstaltungen und Projekte den Erhalt der lokalen Lebensmittel, Küche und Esskultur. In Deutschland gibt es rund 85 Convivien. Weltweit zählt der Verein rund 1.500 Convivien in 150 Ländern.